# Benazir Charles
Benazir Charles (Kralendijk, 9 luglio 1992) è una modella olandese, incoronata Miss Bonaire 2010/2011.
Si tratta della prima rappresentanza dello stato nella storia del concorso di Miss Universo. Avrebbe dovuto rappresentare Bonaire a Miss Universo 2011, tuttavia la candidatura della nazione per il concorso non è stata presentata. In compenso la Charles parteciperà a Miss Mondo 2011, che si terrà il 6 novembre 2011 a Londra. In precedenza aveva anche partecipato a Miss Intercontinental 2010, che si era tenuto a Punta Cana nella Repubblica Dominicana nel novembre 2011, dove è arrivata sino alle semifinali.